# Liste der Baudenkmale in Bovenden
In der Liste der Baudenkmale in Bovenden sind alle Baudenkmale der niedersächsischen Gemeinde Bovenden im Landkreis Göttingen aufgelistet. Der Stand der Liste ist das Jahr 1993.

## Allgemein
Die Liste beinhaltet die Baudenkmale in Bovenden und den Ortsteilen Billingshausen, Eddigehausen, Emmenhausen, Harste, Lenglern, Reyershausen und Spanbeck.
In den Spalten befinden sich folgende Informationen:
- Lage: die Adresse des Baudenkmales und die geographischen Koordinaten. Kartenansicht, um Koordinaten zu setzen. In der Kartenansicht sind Baudenkmale ohne Koordinaten mit einem roten Marker dargestellt und können in der Karte gesetzt werden. Baudenkmale ohne Bild sind mit einem blauen Marker gekennzeichnet, Baudenkmale mit Bild mit einem grünen Marker.
- Bezeichnung: Bezeichnung des Baudenkmales
- Beschreibung: die Beschreibung des Baudenkmales. Unter § 3 Abs. 2 NDSchG werden Einzeldenkmale und unter § 3 Abs. 3 NDSchG Gruppen baulicher Anlagen und deren Bestandteile ausgewiesen.
- ID: die Objekt-ID des Baudenkmales
- Bild: ein Bild des Baudenkmales, ggf. zusätzlich mit einem Link zu weiteren Fotos des Baudenkmals im Medienarchiv Wikimedia Commons. Wenn man auf das Kamerasymbol klickt, können Fotos zu Baudenkmalen aus dieser Liste hochgeladen werden:

## Billingshausen
| Lage                                          | Bezeichnung | Beschreibung | ID       | Bild           |
| --------------------------------------------- | ----------- | --- | -------- | -------------- |
| Am Gehege 16 51° 35′ 55″ N, 10° 1′ 29″ O      | Hofanlage   | Einzeldenkmal der Baudenkmal-Gruppe Hofanlage Am Gehege 16 (ID 35228611) | 35244580 | BW             |
| Am Rodebach 42 51° 36′ 9″ N, 10° 1′ 13″ O     | Kirche      | Die evangelisch-lutherische Kirche von Unterbillingshausen wurde von 1898 bis 1902 im neugotischen Stil erbaut. Kanzel, Gestühl und Westempore wurden damals neu angefertigt, Altaraufsatz, Taufstein und Orgel aus der vorherigen Kirche übernommen (die Heyder-Orgel von 1878 wurde allerdings bei der Wiederaufstellung sowohl äußerlich als auch klanglich verändert). | 35245585 |                |
| Harzstraße 15 51° 35′ 54″ N, 10° 1′ 16″ O     | Wohnhaus    | |          | BW             |
| Harzstraße 28 51° 35′ 51″ N, 10° 1′ 19″ O     | Wohnhaus    | | 35244624 | BW             |
| Harzstraße 39 51° 35′ 49″ N, 10° 1′ 30″ O     | Wohnhaus    | |          | BW             |
| Kattenborg 51° 36′ 8″ N, 10° 1′ 13″ O         | Thie        | | 35245605 |                |
| Kattenborg 26 51° 36′ 6″ N, 10° 1′ 16″ O      | Wohnhaus    | |          | BW             |
| Kattenborg 27 51° 36′ 6″ N, 10° 1′ 14″ O      | Hofanlage   | Bildet mit den anderen Gebäuden auf dem Hof die Baudenkmal-Gruppe Hofanlage Kattenborg 27 (ID 35228697) | 35245648 | BW             |
| Kehrgasse 4 51° 35′ 56″ N, 10° 1′ 28″ O       | Kirche      | Die evangelisch-reformierte Kirche von Oberbillingshausen wurde 1739 erbaut. Die schlichte Saalkirche trägt einen oktogonalen Dachreiter. Im Innern ist die Heyder-Orgel von 1876 weitgehend original erhalten. | 35244645 | Weitere Bilder |
| Lippbergstraße 6 51° 35′ 51″ N, 10° 1′ 32″ O  | Haupthaus   | Einzeldenkmal der Baudenkmal-Gruppe Hofanlage Lippbergstraße 6 (ID 35228625) | 35244666 | BW             |
| Lippbergstraße 6 51° 35′ 51″ N, 10° 1′ 31″ O  | Scheune     | Einzeldenkmal der Baudenkmal-Gruppe Hofanlage Lippbergstraße 6 (ID 35228625) | 45272898 | BW             |
| Lippbergstraße 6 51° 35′ 51″ N, 10° 1′ 31″ O  | Scheune     | Einzeldenkmal der Baudenkmal-Gruppe Hofanlage Lippbergstraße 6 (ID 35228625) | 45273161 | BW             |
| Lippbergstraße 6 51° 35′ 51″ N, 10° 1′ 31″ O  | Backhaus    | Einzeldenkmal der Baudenkmal-Gruppe Hofanlage Lippbergstraße 6 (ID 35228625) | 45273647 | BW             |
| Lippbergstraße 14 51° 35′ 49″ N, 10° 1′ 34″ O | Wohnhaus    | | 35244688 | BW             |

## Bovenden
| Lage                                                              | Bezeichnung                                 | Beschreibung | ID       | Bild |
| ----------------------------------------------------------------- | ------------------------------------------- | --- | -------- | ---- |
| An der unteren Mühle 4 51° 35′ 19″ N, 9° 55′ 9″ O                 | Brauhaus                                    | | 35239085 |      |
| Auf dem Plane 3 51° 35′ 21″ N, 9° 55′ 15″ O                       | Kirche St. Martini                          | Einzeldenkmal der Baudenkmal-Gruppe Ensemble Kirche/Kirchhof/Gr.Meierhof (ID 35232741) | 35239156 |      |
| Auf dem Plane 3 51° 35′ 22″ N, 9° 55′ 14″ O                       | Kirchhof St. Martini                        | Einzeldenkmal der Baudenkmal-Gruppe Ensemble Kirche/Kirchhof/Gr.Meierhof (ID 35232741) | 35240519 |      |
| Auf dem Plane 3 51° 35′ 22″ N, 9° 55′ 14″ O                       | Einfriedung St. Martini                     | Einzeldenkmal der Baudenkmal-Gruppe Ensemble Kirche/Kirchhof/Gr.Meierhof (ID 35232741) | 35240644 |      |
| Auf dem Plane 5 51° 35′ 22″ N, 9° 55′ 13″ O                       | Wohn-/Wirtschaftsgebäude                    | Einzeldenkmal der Baudenkmal-Gruppe Ensemble Kirche/Kirchhof/Gr.Meierhof (ID 35232741) | 35240427 |      |
| Auf dem Plane 6 51° 35′ 21″ N, 9° 55′ 17″ O                       | Wohnhaus                                    | Möglicherweise besteht kein Denkmalschutz mehr, da kein Eintrag im Denkmalatlas 2020 erfolgte. |          |      |
| Auf dem Plane 8/9 51° 35′ 22″ N, 9° 55′ 17″ O                     | Wohnhaus                                    | Möglicherweise besteht kein Denkmalschutz mehr, da kein Eintrag im Denkmalatlas 2020 erfolgte. |          |      |
| Auf dem Plane 16 51° 35′ 22″ N, 9° 55′ 14″ O                      | Wohnhaus                                    | Einzeldenkmal der Baudenkmal-Gruppe Auf dem Plane 16 (ID 35228114) | 35239183 |      |
| Auf dem Plane 16 51° 35′ 23″ N, 9° 55′ 14″ O                      | Speicher                                    | Einzeldenkmal der Baudenkmal-Gruppe Auf dem Plane 16 (ID 35228114) | 35239207 |      |
| Auf dem Plane 18 51° 35′ 23″ N, 9° 55′ 15″ O                      | Wohnhaus                                    | | 35239229 |      |
| Auf dem Thie 2 51° 35′ 20″ N, 9° 55′ 18″ O                        | Schule                                      | Einzeldenkmal der Baudenkmal-Gruppe Auf dem Thie 1,3,4,5,8/9,10,11 (ID 35228128) | 35239250 |      |
| Auf dem Thie 3 51° 35′ 20″ N, 9° 55′ 19″ O                        | Amtshof, linker Bauteil                     | Einzeldenkmal der Baudenkmal-Gruppe Auf dem Thie 1,3,4,5,8/9,10,11 (ID 35228128) | 35239276 |      |
| Auf dem Thie 4 51° 35′ 20″ N, 9° 55′ 19″ O                        | Amtshof, Mittelbau, Einfriedung beidseitig  | Einzeldenkmal der Baudenkmal-Gruppe Auf dem Thie 1,3,4,5,8/9,10,11 (ID 35228128) | 35240590 |      |
| Auf dem Thie 4 51° 35′ 20″ N, 9° 55′ 20″ O                        | Amtshof, Mittelbau                          | Das ehemalige Jagdschloss wurde von 1777 bis 1790 erbaut. Einzeldenkmal der Baudenkmal-Gruppe Auf dem Thie 1,3,4,5,8/9,10,11 (ID 35228128), Amtshaus                                              | 35239303 |      |
| Auf dem Thie 4 51° 35′ 22″ N, 9° 55′ 21″ O                        | Gutsgarten                                  | Einzeldenkmal der Baudenkmal-Gruppe Auf dem Thie 1,3,4,5,8/9,10,11 (ID 35228128) | 45342477 |      |
| Auf dem Thie 4 51° 35′ 22″ N, 9° 55′ 22″ O                        | Gutsgarten-Einfriedung                      | Einzeldenkmal der Baudenkmal-Gruppe Auf dem Thie 1,3,4,5,8/9,10,11 (ID 35228128), entlang des Maschweges sichtbar, sie führt um den kompletten Gutsgarten herum.                                  | 45342779 |      |
| Auf dem Thie 5 51° 35′ 20″ N, 9° 55′ 21″ O                        | Amtshof, rechter Bauteil                    | Einzeldenkmal der Baudenkmal-Gruppe Auf dem Thie 1,3,4,5,8/9,10,11 (ID 35228128) | 35239331 |      |
| Auf dem Thie 8 51° 35′ 19″ N, 9° 55′ 22″ O                        | Wohnhaus                                    | Einzeldenkmal der Baudenkmal-Gruppe Auf dem Thie 1,3,4,5,8/9,10,11 (ID 35228128) | 35239358 |      |
| Auf dem Thie 9 51° 35′ 19″ N, 9° 55′ 21″ O                        | Wohnhaus                                    | Einzeldenkmal der Baudenkmal-Gruppe Auf dem Thie 1,3,4,5,8/9,10,11 (ID 35228128) | 35239382 |      |
| Auf dem Thie 10 51° 35′ 19″ N, 9° 55′ 19″ O                       | Gaststätte                                  | Einzeldenkmal der Baudenkmal-Gruppe Auf dem Thie 1,3,4,5,8/9,10,11 (ID 35228128) | 35239406 |      |
| Auf dem Thie 11 51° 35′ 19″ N, 9° 55′ 18″ O                       | ehemaliges Amtshaus                         | Einzeldenkmal der Baudenkmal-Gruppe Auf dem Thie 1,3,4,5,8/9,10,11 (ID 35228128) | 35239428 |      |
| Breite Straße 4 51° 35′ 14″ N, 9° 55′ 27″ O                       | Wohnhaus                                    | | 35239451 |      |
| Breite Straße 11 51° 35′ 13″ N, 9° 55′ 27″ O                      | Wohnhaus                                    | | 35239472 |      |
| Breite Straße 16 51° 35′ 14″ N, 9° 55′ 23″ O                      | Wohnhaus                                    | | 35239493 |      |
| Breite Straße 31 51° 35′ 13″ N, 9° 55′ 18″ O                      | Wohnhaus                                    | | 35239514 |      |
| Breite Straße 51 51° 35′ 13″ N, 9° 55′ 14″ O                      | Wohnhaus                                    | | 35239537 |      |
| Burgstraße 10 51° 35′ 23″ N, 9° 55′ 6″ O                          | Bruchsteinsockel, Rest der alten Burganlage | | 35240618 |      |
| Burgstraße 10/12 51° 35′ 23″ N, 9° 55′ 6″ O                       | Wohnhaus                                    | | 35239558 |      |
| Göttinger Straße 36 51° 35′ 18″ N, 9° 55′ 33″ O                   | Wohn- und Geschäftshaus                     | Möglicherweise besteht kein Denkmalschutz mehr, da kein Eintrag im Denkmalatlas 2020 erfolgte. |          |      |
| Göttinger Straße 38a / 38b / 38c 51° 35′ 16″ N, 9° 55′ 34″ O      | Wohn- und Geschäfts-Komplex                 | Möglicherweise besteht kein Denkmalschutz mehr, da kein Eintrag im Denkmalatlas 2020 erfolgte. Das Gebäude ist stark verändert. Einzig Nr. 38c blieb als Fachwerkhaus sichtbar.                   |          |      |
| Göttinger Str. 40 51° 35′ 14″ N, 9° 55′ 34″ O                     | Wohnhaus                                    | | 35239604 |      |
| Göttinger Str. 42 51° 35′ 10″ N, 9° 55′ 32″ O                     | Wohnhaus                                    | Einzeldenkmal der Baudenkmal-Gruppe Göttinger Straße 42 (ID 35228143) | 35239627 |      |
| Im Bache 7 51° 35′ 16″ N, 9° 55′ 22″ O                            | Wohnhaus                                    | Einzeldenkmal der Baudenkmal-Gruppe Im Bache 7,9/11 (ID 35228157) | 35239649 |      |
| Im Bache 9 51° 35′ 16″ N, 9° 55′ 22″ O                            | Wohnhaus                                    | Einzeldenkmal der Baudenkmal-Gruppe Im Bache 7,9/11 (ID 35228157) | 35239671 |      |
| Im Bache 11 51° 35′ 16″ N, 9° 55′ 22″ O                           | Wohnhaus                                    | Einzeldenkmal der Baudenkmal-Gruppe Im Bache 7,9/11 (ID 35228157) | 35239693 |      |
| Im Bache 24 51° 35′ 17″ N, 9° 55′ 23″ O                           | Wohnhaus                                    | Einzeldenkmal der Baudenkmal-Gruppe Im Bache 24 (ID 35228171), ehem. Zigarrenfabrik. | 35239715 |      |
| Im Bache 24a 51° 35′ 17″ N, 9° 55′ 24″ O                          | Nebengebäude                                | Einzeldenkmal der Baudenkmal-Gruppe Im Bache 24 (ID 35228171), ehem. Zigarrenfabrik. | 35239738 |      |
| Im Bache 27 51° 35′ 15″ N, 9° 55′ 16″ O                           | Wohnhaus                                    | | 35239761 |      |
| Im Bache 28 51° 35′ 17″ N, 9° 55′ 21″ O                           | Wohnhaus                                    | Möglicherweise besteht kein Denkmalschutz mehr, da kein Eintrag im Denkmalatlas 2020 erfolgte. |          | BW   |
| Im Bache 29 51° 35′ 14″ N, 9° 55′ 15″ O                           | Wohnhaus                                    | | 35239782 |      |
| Im Bache 30 51° 35′ 17″ N, 9° 55′ 21″ O                           | Wohnhaus                                    | Möglicherweise besteht kein Denkmalschutz mehr, da kein Eintrag im Denkmalatlas 2020 erfolgte. |          | BW   |
| Im Bache 32 51° 35′ 17″ N, 9° 55′ 21″ O                           | Wohnhaus                                    | Möglicherweise besteht kein Denkmalschutz mehr, da kein Eintrag im Denkmalatlas 2020 erfolgte. |          | BW   |
| Im Bache 38 51° 35′ 17″ N, 9° 55′ 18″ O                           | ehemaliges Rathaus                          | | 35239803 |      |
| Im Bache 44 51° 35′ 16″ N, 9° 55′ 17″ O                           | Wohnhaus                                    | Einzeldenkmal der Baudenkmal-Gruppe Im Bache 44,46,48,50,52 (ID 35228185) | 35239826 |      |
| Im Bache 46 51° 35′ 15″ N, 9° 55′ 17″ O                           | Hofanlage                                   | Einzeldenkmal der Baudenkmal-Gruppe Im Bache 44,46,48,50,52 (ID 35228185) | 35239848 |      |
| Im Bache 48 51° 35′ 15″ N, 9° 55′ 16″ O                           | Wohnhaus                                    | Einzeldenkmal der Baudenkmal-Gruppe Im Bache 44,46,48,50,52 (ID 35228185) | 35239870 |      |
| Im Bache 50 51° 35′ 15″ N, 9° 55′ 15″ O                           | Wohnhaus                                    | Einzeldenkmal der Baudenkmal-Gruppe Im Bache 44,46,48,50,52 (ID 35228185) | 35239892 |      |
| Im Bache 50 51° 35′ 15″ N, 9° 55′ 15″ O                           | Scheune                                     | Einzeldenkmal der Baudenkmal-Gruppe Im Bache 44,46,48,50,52 (ID 35228185) | 35239914 |      |
| Im Bache 52 51° 35′ 14″ N, 9° 55′ 14″ O                           | Gaststätte                                  | Einzeldenkmal der Baudenkmal-Gruppe Im Bache 44,46,48,50,52 (ID 35228185) | 35239936 |      |
| Industriestr. 3 51° 35′ 34″ N, 9° 55′ 36″ O                       | ehemaliger Bahnhof                          | Möglicherweise besteht kein Denkmalschutz mehr, da kein Eintrag im Denkmalatlas 2020 erfolgte. |          |      |
| L 544, km 27,920 51° 35′ 6″ N, 9° 54′ 53″ O                       | Brücke über Leine                           | | 35239960 |      |
| DB-Strecke 1801 51° 34′ 19″ N, 9° 54′ 56″ O                       | Eisenbahnbrücke                             | Eisenbahnbrücke über die Leine; die Brücke liegt geografisch auf dem Gebiet der Gemarkungen Weende und Holtensen der Stadt Göttingen, ist im Denkmalatlas jedoch dem Flecken Bovenden zugeordnet. | 35239061 |      |
| Lohbergsweg 51° 35′ 39″ N, 9° 56′ 14″ O                           | Jüdischer Friedhof                          | Der Friedhof befindet sich auf dem Lohberg. Hier befinden sich etwa 70 Grabsteine, die teilweise bis in das 18. Jahrhundert zurückgehen.                                                          | 35239129 |      |
| Maschweg (Friedhof) 51° 35′ 21″ N, 9° 55′ 27″ O                   | Mausoleum Hille                             | | 35239981 |      |
| Maschweg (Friedhof) 51° 35′ 22″ N, 9° 55′ 27″ O                   | Mausoleum Rosenthal                         | | 35240004 |      |
| Untere Straße 1 51° 35′ 14″ N, 9° 55′ 13″ O                       | Wohnhaus                                    | Einzeldenkmal der Baudenkmal-Gruppe Untere Straße 1,3/5 (ID 35228199) | 35240028 |      |
| Untere Straße 3 51° 35′ 14″ N, 9° 55′ 13″ O                       | Wohnhaus                                    | Einzeldenkmal der Baudenkmal-Gruppe Untere Straße 1,3/5 (ID 35228199) | 35240050 |      |
| Untere Straße 5 51° 35′ 14″ N, 9° 55′ 13″ O                       | Wohnhaus                                    | Einzeldenkmal der Baudenkmal-Gruppe Untere Straße 1,3/5 (ID 35228199) | 35240072 |      |
| Untere Straße 8 51° 35′ 16″ N, 9° 55′ 14″ O                       | Wohnhaus                                    | | 35240094 |      |
| Untere Straße 18 51° 35′ 19″ N, 9° 55′ 11″ O                      | Hofanlage                                   | Einzeldenkmal der Baudenkmal-Gruppe Untere Straße 18/20 (ID 35228213) | 35240115 |      |
| Untere Straße 20 51° 35′ 19″ N, 9° 55′ 11″ O                      | Hofanlage                                   | Einzeldenkmal der Baudenkmal-Gruppe Untere Straße 18/20 (ID 35228213) | 35240137 |      |
| Untere Straße 25 51° 35′ 17″ N, 9° 55′ 11″ O                      | Wohnhaus                                    | Einzeldenkmal der Baudenkmal-Gruppe Untere Straße 25,27 (ID 35228227) | 35240159 |      |
| Untere Straße 25 51° 35′ 17″ N, 9° 55′ 12″ O                      | Scheune                                     | Einzeldenkmal der Baudenkmal-Gruppe Untere Straße 25,27 (ID 35228227) | 35240183 |      |
| Untere Straße 27 51° 35′ 18″ N, 9° 55′ 11″ O                      | Wohnhaus                                    | Einzeldenkmal der Baudenkmal-Gruppe Untere Straße 25,27 (ID 35228227) | 35240205 |      |
| Vor dem Tore, L 544 51° 35′ 8″ N, 9° 55′ 1″ O                     | Allee                                       | | 35240229 |      |
| Vor dem Tore 10 51° 35′ 12″ N, 9° 55′ 11″ O                       | Wohnhaus                                    | | 35240250 |      |
| Zehntenstraße 4 51° 35′ 18″ N, 9° 55′ 17″ O                       | Wohnhaus                                    | Bildet mit Nr. 6 eine bauliche Einheit. | 35240319 |      |
| Zehntenstraße 6 51° 35′ 18″ N, 9° 55′ 18″ O                       | Wohnhaus                                    | Bildet mit Nr. 4 eine bauliche Einheit. | 35240340 |      |
| Zehntenstraße 3 51° 35′ 17″ N, 9° 55′ 15″ O                       | Wohnhaus                                    | Einzeldenkmal der Baudenkmal-Gruppe Zehntenstraße 3 (ID 35228241) | 35240271 |      |
| Zehntenstraße 10a (Untere Straße 10a) 51° 35′ 17″ N, 9° 55′ 14″ O | Scheune                                     | Zehntscheunenkomplex, Einzeldenkmal der Baudenkmal-Gruppe Zehntenstraße 3 (ID 35228241). Eigentlich liegt das Gebäude an der Unteren Straße 10a.                                                  | 35240293 |      |
| Zehntenstraße 15 51° 35′ 18″ N, 9° 55′ 14″ O                      | Wohnhaus                                    | Möglicherweise besteht kein Denkmalschutz mehr, da kein Eintrag im Denkmalatlas 2020 erfolgte. |          |      |
| Zehntenstraße 17 51° 35′ 18″ N, 9° 55′ 17″ O                      | Wohnhaus                                    | | 35240383 |      |

## Eddigehausen
| Lage                                                | Bezeichnung                     | Beschreibung | ID       | Bild           |
| --------------------------------------------------- | ------------------------------- | --- | -------- | -------------- |
| Alte Dorfstraße 14 51° 35′ 41″ N, 9° 57′ 37″ O      | Domäne                          | Baudenkmal-Gruppe Domäne Alte Dorfstraße 14 | 35228269 |                |
| Domäne 8 51° 35′ 42″ N, 9° 57′ 36″ O                | Domäne Eddigehausen, Schmiede   | Nebengebäude, Einzeldenkmal der Baudenkmal-Gruppe Domäne Alte Dorfstraße 14 (ID 35228269) | 35240977 | BW             |
| Alte Dorfstraße 16 51° 35′ 43″ N, 9° 57′ 37″ O      | Domäne, nördl. Scheune          | Wirtschaftsgebäude, Einzeldenkmal der Baudenkmal-Gruppe Domäne Alte Dorfstraße 14 (ID 35228269) | 35241031 | BW             |
| Alte Dorfstraße 16 51° 35′ 42″ N, 9° 57′ 38″ O      | Domäne, Gesindehaus             | Wohnhaus, Einzeldenkmal der Baudenkmal-Gruppe Domäne Alte Dorfstraße 14 (ID 35228269) | 35240897 | BW             |
| Domäne 7 51° 35′ 42″ N, 9° 57′ 39″ O                | Domäne, Gesindehaus (östl.Teil) | Wirtschaftsgebäude, Einzeldenkmal der Baudenkmal-Gruppe Domäne Alte Dorfstraße 14 (ID 35228269) | 35241359 | BW             |
| Domäne 11 51° 35′ 40″ N, 9° 57′ 39″ O               | Domäne, südöstl. Fachwerkflügel | Wirtschaftsgebäude, Einzeldenkmal der Baudenkmal-Gruppe Domäne Alte Dorfstraße 14 (ID 35228269) | 35240950 | BW             |
| Domäne 13 51° 35′ 40″ N, 9° 57′ 37″ O               | Domäne, Südwestflügel           | Wohnhaus, Einzeldenkmal der Baudenkmal-Gruppe Domäne Alte Dorfstraße 14 (ID 35228269) | 35240924 | BW             |
| Unterer Hainberg 3a/3b 51° 35′ 40″ N, 9° 57′ 36″ O  | Domäne, Südwestflügel           | Stall, Einzeldenkmal der Baudenkmal-Gruppe Domäne Alte Dorfstraße 14 (ID 35228269) | 35241333 | BW             |
| Domäne 51° 35′ 39″ N, 9° 57′ 37″ O                  | Domäne, Westflügel              | Kartoffelkeller, Einzeldenkmal der Baudenkmal-Gruppe Domäne Alte Dorfstraße 14 (ID 35228269) | 35240869 | BW             |
| Domäne 8 51° 35′ 40″ N, 9° 57′ 35″ O                | Domäne, Hühnerscheune/Reitstall | Stall, Einzeldenkmal der Baudenkmal-Gruppe Domäne Alte Dorfstraße 14 (ID 35228269) | 35241004 | BW             |
| Domäne 4 51° 35′ 42″ N, 9° 57′ 35″ O                | Domäne, Westflügel              | Kuhstall, Einzeldenkmal der Baudenkmal-Gruppe Domäne Alte Dorfstraße 14 (ID 35228269) | 35241383 | BW             |
| Alte Dorfstraße 17 51° 35′ 43″ N, 9° 57′ 42″ O      | Wohnhaus                        | | 35241083 | BW             |
| Plessestraße 51° 35′ 52″ N, 9° 57′ 57″ O            | Burg Plesse (Baudenkmal-Gruppe) | Die Burg wird das erste Mal im Jahre 1015 erwähnt, damals war sie im Besitz des Bischofs Meinwerk von Paderborn. Hier herrschte das Geschlecht von Plesse bis 1571, als das letzte Mitglied der Familie starb. | 35228311 | Weitere Bilder |
| Plessestraße 51° 35′ 52″ N, 9° 57′ 57″ O            | Burg Plesse, Bergfried          | Einzeldenkmal der Baudenkmal-Gruppe Burganlage „Plesse“ (ID 35228311) | 35244477 | Weitere Bilder |
| Plessestraße 51° 35′ 51″ N, 9° 57′ 55″ O            | Burg Plesse, Wartturm           | Einzeldenkmal der Baudenkmal-Gruppe Burganlage „Plesse“ (ID 35228311) | 35244504 |                |
| Plessestraße 51° 35′ 52″ N, 9° 57′ 56″ O            | Burg Plesse, Palas              | Einzeldenkmal der Baudenkmal-Gruppe Burganlage „Plesse“ (ID 35228311) | 35244555 |                |
| Plessestraße 51° 35′ 50″ N, 9° 57′ 55″ O            | Burg Plesse, Ringmauer          | Einzeldenkmal der Baudenkmal-Gruppe Burganlage „Plesse“ (ID 35228311) | 35244530 |                |
| Plessestraße 51° 35′ 51″ N, 9° 57′ 57″ O            | Burg Plesse, Reste der Vorburg  | Einzeldenkmal der Baudenkmal-Gruppe Burganlage „Plesse“ (ID 35228311) | 35244452 |                |
| Hellerbreite 16 51° 35′ 47″ N, 9° 56′ 57″ O         | Wohnhaus                        | Einzeldenkmal der Baudenkmal-Gruppe Hellerbreite 16 (ID 35228283) | 35241104 | BW             |
| Hellerbreite 16 51° 35′ 46″ N, 9° 56′ 57″ O         | Scheune                         | Einzeldenkmal der Baudenkmal-Gruppe Hellerbreite 16 (ID 35228283) | 35241128 | BW             |
| Hellerbreite 16 51° 35′ 46″ N, 9° 56′ 57″ O         | Remise                          | Einzeldenkmal der Baudenkmal-Gruppe Hellerbreite 16 (ID 35228283) | 35241150 | BW             |
| Im Bökeler 51° 36′ 2″ N, 9° 56′ 29″ O               | Ehem. Gipsmühle                 | Die verbliebenen Gebäude der ehemaligen Gipsmühle, die davor eine Ölmühle war, wurden 1982 abgerissen. Neben dieser gab es am Rauschenwasser viele weitere Mühlen, wie die „Haselbalgsche Papiermühle“, die „Bodelshäuser Mühle“, die „Untere Bodelshäuser Mühle“, die Sägemühle, die „Thielsche Öl- bzw. Mahlmühle“, die „Siebertsche Schlagmühle“, die „Steinhoffsche Kornmühle“ und die „Siegmannsche Kornmühle“. |          | BW             |
| Kirchplatz 1 51° 35′ 46″ N, 9° 57′ 34″ O            | Kirche St. Blasius              | | 35241172 |                |
| Mühlenbergring 1 51° 36′ 5″ N, 9° 56′ 25″ O         | Pappelhof                       | Bildet die Baudenkmal-Gruppe Mühlenbergring 1 (ID 35228297) | 35241195 | BW             |
| Rauschenwasser 11a 51° 36′ 1″ N, 9° 56′ 3″ O        | Villa Sartorius                 | Die Villa Sartorius wurde 1896 erbaut. | 35241219 |                |
| Rauschenwasser 73 51° 36′ 0″ N, 9° 56′ 58″ O        | Nebengebäude                    | Einzeldenkmal der Baudenkmal-Gruppe Rauschenwasser 73; 76 a/b; 78 (ID 35228325) | 35241311 |                |
| Rauschenwasser 76a/b, 78 51° 35′ 58″ N, 9° 57′ 0″ O | Ehem. Papiermühle               | Einzeldenkmal der Baudenkmal-Gruppe Rauschenwasser 73; 76 a/b; 78 (ID 35228325) | 35241288 |                |

## Emmenhausen
| Lage                                         | Bezeichnung                          | Beschreibung | ID       | Bild |
| -------------------------------------------- | ------------------------------------ | --- | -------- | ---- |
| An der Harste 8 51° 35′ 3″ N, 9° 49′ 37″ O   | Wohnhaus                             | Möglicherweise besteht kein Denkmalschutz mehr, da kein Eintrag im Denkmalatlas 2020 erfolgte. |          |      |
| An der Harste 10 51° 35′ 5″ N, 9° 49′ 35″ O  | Wohnhaus                             | Als Wassermühle im Plan von Geometer Becker in der Landesaufnahme von 1732 eingezeichnet und als „in elendsten Umständen“ beschrieben. Die beiden aus dem 17. Jahrhundert stammenden Nebengebäude, besonders das „Leibzüchterhaus“, bezeichnete Becker als „in gutem Zustande“. 1913 wurde das Nebengebäude zum Wandervogelhaus. Nachdem diese von den Nazis vertrieben worden waren, zog danach die Hitlerjugend (HJ) ein. 1945 lebten in den Gebäuden bis zu 41 Flüchtlinge. 1976 bis 1980 wurde das Ensemble gründlich restauriert und auch der Mahlkeller im Haupthaus wieder freigelegt. Nach der Restaurierung nutzte die Redaktion der Deutschen Presse-Agentur, dpa, das in Privatbesitz befindliche Gebäude. | 35241525 |      |
| An der Harste 10 51° 35′ 6″ N, 9° 49′ 35″ O  | Wandervogelhaus, ehem.               | | 35241546 |      |
| An der Harste 10 51° 35′ 5″ N, 9° 49′ 34″ O  | Baumbestand                          | Die Eiche ist gleichzeitig auch als Naturdenkmal ausgewiesen. | 35241784 |      |
| An der Harste 10 51° 35′ 5″ N, 9° 49′ 34″ O  | Zuwegung                             | Ehemalige Zuwegung | 35241482 |      |
| An der Harste 10 51° 35′ 5″ N, 9° 49′ 34″ O  | Mühlengraben                         | | 35241740 |      |
| Berghofstraße 51° 35′ 0″ N, 9° 49′ 44″ O     | Gedenkstein                          | | 35241568 |      |
| Berghofstraße 12 51° 35′ 3″ N, 9° 49′ 42″ O  | Wohnhaus                             | | 35241588 |      |
| Berghofstraße 31 51° 34′ 58″ N, 9° 49′ 53″ O | Hofanlage                            | Baudenkmal-Gruppe Hofanlage Berghofstraße 31 | 35228339 |      |
| Esebecker Weg 1 51° 34′ 56″ N, 9° 50′ 0″ O   | Scheune                              | Fachwerkscheune | 35241630 |      |
| Pfingstanger 6 51° 35′ 6″ N, 9° 49′ 38″ O    | Wohnhaus (umgesetzte Fachwerkbauten) | Vierständerbau, 1978 ohne den ursprünglichen Gewölbekeller aus Schönhagen nach Emmenhausen transloziert, ursprünglich 1734 erbaut | 35241650 |      |
| Schleeweg 4 51° 34′ 54″ N, 9° 49′ 52″ O      | Wohnhaus                             | Einzeldenkmal der Baudenkmal-Gruppe Schleeweg 4 (ID 35228353) | 35241673 |      |
| Schleeweg 4 51° 34′ 54″ N, 9° 49′ 53″ O      | Nebengebäude                         | Drei Nebengebäude, Einzeldenkmale der Baudenkmal-Gruppe Schleeweg 4 (ID 35228353) | 35241695 |      |

## Harste
| Lage                                       | Bezeichnung                     | Beschreibung | ID       | Bild |
| ------------------------------------------ | ------------------------------- | --- | -------- | ---- |
| An der Burg 4 51° 36′ 3″ N, 9° 51′ 25″ O   | Ehem. Burgmannenhof             | Ehemaliger Burgmannenhof, später v. Wangenheimscher Gutshof. Wohngebäude als zweistöckiger Fachwerkbau unter Walmdach um 1800 errichtet, Stall-/Speichergebäude ebenfalls in Fachwerkbauweise 1705. Einzeldenkmal der Baudenkmal-Gruppe An der Burg 4 (ID 35228381) | 35242270 |      |
| An der Burg 4 51° 36′ 2″ N, 9° 51′ 25″ O   | Speicher                        | Einzeldenkmal der Baudenkmal-Gruppe An der Burg 4 (ID 35228381) | 35242316 |      |
| An der Burg 4 51° 36′ 3″ N, 9° 51′ 26″ O   | Stall                           | Einzeldenkmal der Baudenkmal-Gruppe An der Burg 4 (ID 35228381) | 35242293 | BW   |
| An der Burg 4 51° 36′ 3″ N, 9° 51′ 25″ O   | Zufahrt                         | Einzeldenkmal der Baudenkmal-Gruppe An der Burg 4 (ID 35228381) | 35242339 |      |
| An der Burg 10 51° 36′ 3″ N, 9° 51′ 20″ O  | Domäne Harste                   | Ehemaliges Amtshaus des Amts Harste. Einzeldenkmal der Baudenkmal-Gruppe A.d.Burg/Hauptstr.44/Kirchwinkel 11 (ID 35228367) | 35241919 |      |
| An der Burg 10 51° 36′ 4″ N, 9° 51′ 22″ O  | Domäne, Wirtschaftsgebäude      | Einzeldenkmal der Baudenkmal-Gruppe A.d.Burg/Hauptstr.44/Kirchwinkel 11 (ID 35228367) | 35241942 | BW   |
| An der Burg 10 51° 36′ 3″ N, 9° 51′ 18″ O  | Domäne, Zufahrt                 | Einzeldenkmal der Baudenkmal-Gruppe A.d.Burg/Hauptstr.44/Kirchwinkel 11 (ID 35228367) | 35242039 |      |
| An der Burg 51° 36′ 6″ N, 9° 51′ 20″ O     | Domäne, Park                    | Einzeldenkmal der Baudenkmal-Gruppe A.d.Burg/Hauptstr.44/Kirchwinkel 11 (ID 35228367) | 35241965 | BW   |
| An der Burg 51° 36′ 1″ N, 9° 51′ 21″ O     | Domäne, Teich                   | Einzeldenkmal der Baudenkmal-Gruppe A.d.Burg/Hauptstr.44/Kirchwinkel 11 (ID 35228367) | 35241989 |      |
| An der Burg 51° 36′ 7″ N, 9° 51′ 15″ O     | Domäne, ehem. Gerichtslaube     | Einzeldenkmal der Baudenkmal-Gruppe A.d.Burg/Hauptstr.44/Kirchwinkel 11 (ID 35228367) | 35242015 | BW   |
| An der Burg 51° 36′ 7″ N, 9° 51′ 15″ O     | Domäne, Gerichtslinde           | Einzeldenkmal der Baudenkmal-Gruppe A.d.Burg/Hauptstr.44/Kirchwinkel 11 (ID 35228367) | 35243181 | BW   |
| An der Burg 51° 36′ 6″ N, 9° 51′ 23″ O     | Domäne, Teich                   | Einzeldenkmal der Baudenkmal-Gruppe A.d.Burg/Hauptstr.44/Kirchwinkel 11 (ID 35228367) | 35243052 | BW   |
| An der Burg 51° 36′ 8″ N, 9° 51′ 14″ O     | Mühlengraben Burg Harste        | Einzeldenkmal der Baudenkmal-Gruppe A.d.Burg/Hauptstr.44/Kirchwinkel 11 (ID 35228367) | 35242938 |      |
| Gardinenstraße 51° 35′ 49″ N, 9° 51′ 21″ O | Harste-Brücke                   | | 35242491 |      |
| Gänsemarkt 2 51° 36′ 1″ N, 9° 51′ 33″ O    | Wohn-/Wirtschaftsgebäude        | | 35242407 |      |
| Gänsemarkt 3 51° 36′ 2″ N, 9° 51′ 32″ O    | Wohn-/Wirtschaftsgebäude        | | 35242427 |      |
| Gänsemarkt 10 51° 36′ 3″ N, 9° 51′ 34″ O   | Schule                          | | 35242447 |      |
| Gänsemarkt 12 51° 36′ 5″ N, 9° 51′ 32″ O   | Wohnhaus                        | Möglicherweise besteht kein Denkmalschutz mehr, da im Denkmalatlas 2020 kein Eintrag erfolgte. |          | BW   |
| Hauptstraße 51° 36′ 1″ N, 9° 51′ 30″ O     | Thieplatz                       | Ortsbildprägender Thieplatz mit „Lutherlinde“. Einzeldenkmal der Baudenkmal-Gruppe Hofanlagen Hauptstr.4,6 / Hauptstraße 8 (ID 35228423) | 35242534 |      |
| Hauptstraße 6 51° 36′ 1″ N, 9° 51′ 28″ O   | Hofanlage                       | Einzeldenkmal der Baudenkmal-Gruppe Hofanlagen Hauptstr.4,6 / Hauptstraße 8 (ID 35228423), wobei der Hof Hauptstraße 4 nicht als Einzeldenkmal ausgewiesen ist. | 35242558 |      |
| Hauptstraße 8 51° 36′ 0″ N, 9° 51′ 27″ O   | Wohnhaus                        | Einzeldenkmal der Baudenkmal-Gruppe Hofanlagen Hauptstr.4,6 / Hauptstraße 8 (ID 35228423) | 35242580 |      |
| Hauptstraße 11 51° 36′ 0″ N, 9° 51′ 28″ O  | Wohn-/Wirtschaftsgebäude        | Einzeldenkmal der Baudenkmal-Gruppe Hauptstraße 11-27 (ID 35228437) | 35242602 |      |
| Hauptstraße 13 51° 35′ 59″ N, 9° 51′ 28″ O | Wohn-/Wirtschaftsgebäude        | Einzeldenkmal der Baudenkmal-Gruppe Hauptstraße 11-27 (ID 35228437) | 35242624 |      |
| Hauptstraße 15 51° 35′ 59″ N, 9° 51′ 27″ O | Wohn-/Wirtschaftsgebäude        | Einzeldenkmal der Baudenkmal-Gruppe Hauptstraße 11-27 (ID 35228437) | 35242650 |      |
| Hauptstraße 17 51° 35′ 58″ N, 9° 51′ 27″ O | Wohn-/Wirtschaftsgebäude        | Einzeldenkmal der Baudenkmal-Gruppe Hauptstraße 11-27 (ID 35228437) | 35242672 |      |
| Hauptstraße 19 51° 35′ 57″ N, 9° 51′ 26″ O | Wohn-/Wirtschaftsgebäude        | Einzeldenkmal der Baudenkmal-Gruppe Hauptstraße 11-27 (ID 35228437) | 35242694 |      |
| Hauptstraße 21 51° 35′ 57″ N, 9° 51′ 26″ O | Wohn-/Wirtschaftsgebäude        | Einzeldenkmal der Baudenkmal-Gruppe Hauptstraße 11-27 (ID 35228437) | 35242716 |      |
| Hauptstraße 23 51° 35′ 57″ N, 9° 51′ 25″ O | Wohn-/Wirtschaftsgebäude        | Einzeldenkmal der Baudenkmal-Gruppe Hauptstraße 11-27 (ID 35228437) | 35242738 |      |
| Hauptstraße 25 51° 35′ 56″ N, 9° 51′ 25″ O | Wohn-/Wirtschaftsgebäude        | Einzeldenkmal der Baudenkmal-Gruppe Hauptstraße 11-27 (ID 35228437) | 35242760 |      |
| Hauptstraße 27 51° 35′ 55″ N, 9° 51′ 24″ O | Wohnhaus                        | Teil der Baudenkmal-Gruppe Hauptstraße 11-27 (ID 35228437) |          |      |
| Hauptstraße 29 51° 35′ 55″ N, 9° 51′ 23″ O | Wohnhaus                        | Möglicherweise besteht kein Denkmalschutz mehr, da im Denkmalatlas 2020 kein Eintrag erfolgte. |          |      |
| Hauptstraße 44 51° 35′ 59″ N, 9° 51′ 14″ O | Wohnhaus                        | Einzeldenkmal der Baudenkmal-Gruppe A.d.Burg/Hauptstr.44/Kirchwinkel 11 (ID 35228367) | 35242804 |      |
| Kirchwinkel 51° 36′ 3″ N, 9° 51′ 31″ O     | Kirche St. Johannis der Täufer  | Die evangelisch-lutherische Kirche St. Johannis wurde 1766 bis 1769 als schlichte Saalkirche mit Westturm aus Bruchsteinmauerwerk erbaut. Reste des mittelalterlichen Vorgängerbaus wurden dabei mit einbezogen. Im Inneren befinden sich eine klassizistische Kanzelaltarwand, ein wohl aus der vorherigen Kirche stammender frühbarocker Altaraufsatz (nun an der Seitenaufwand aufgehängt) und eine Orgel der Firma Furtwängler & Hammer, erbaut 1905 hinter dem Prospekt der vorherigen, 1770 gebraucht angekauften und für die neue Kirche umgebauten Orgel. | 35242826 |      |
| Kirchwinkel 51° 36′ 3″ N, 9° 51′ 30″ O     | Einfriedung St.-Johannis-Kirche | | 35243102 |      |
| Kirchwinkel 51° 36′ 3″ N, 9° 51′ 30″ O     | Kriegerdenkmal                  | | 35242848 |      |
| Kirchwinkel 4 51° 36′ 4″ N, 9° 51′ 30″ O   | Pfarrhaus                       | | 35242868 |      |
| Kirchwinkel 11 51° 36′ 4″ N, 9° 51′ 25″ O  | Amtsmühle, ehem.                | Einzeldenkmal der Baudenkmal-Gruppe A.d.Burg/Hauptstr.44/Kirchwinkel 11 (ID 35228367) | 35242889 |      |
| Kirchwinkel 15 51° 36′ 5″ N, 9° 51′ 29″ O  | Wohnhaus                        | Möglicherweise besteht kein Denkmalschutz mehr, da im Denkmalatlas 2020 kein Eintrag erfolgte. |          |      |
| Mühlengrund 15 51° 35′ 45″ N, 9° 51′ 15″ O | Schlagmühle, Wohnhaus           | Einzeldenkmal der Baudenkmal-Gruppe Schlagmühle Mühlengrund 15 (ID 35228451) | 35242912 |      |
| Mühlengrund 15 51° 35′ 45″ N, 9° 51′ 14″ O | Schlagmühle, Wirtschaftsanbau   | Einzeldenkmal der Baudenkmal-Gruppe Schlagmühle Mühlengrund 15 (ID 35228451) | 35241893 |      |
| Mühlengrund 15 51° 35′ 45″ N, 9° 51′ 13″ O | Schlagmühle, Betriebsgebäude    | Einzeldenkmal der Baudenkmal-Gruppe Schlagmühle Mühlengrund 15 (ID 35228451) | 35242966 | BW   |

## Lenglern
| Lage                                                                 | Bezeichnung                       | Beschreibung | ID       | Bild           |
| -------------------------------------------------------------------- | --------------------------------- | --- | -------- | -------------- |
| Bahnhofstraße 2 51° 35′ 16″ N, 9° 52′ 11″ O                          | Bahnhof Lenglern, Empfangsgebäude | Das Empfangsgebäude bildet mit den umliegenden Anlagen die Baudenkmal-Gruppe Bahnhofstraße 2 (ID 35228465) | 35243383 |                |
| Bovender Straße 4 51° 34′ 59″ N, 9° 52′ 34″ O                        | Wohn-/Wirtschaftsgebäude          | Einzeldenkmal der Baudenkmal-Gruppe Hofanlage Bovender Straße 4,4a (ID 35228479) | 35243428 |                |
| Bovender Straße 4 51° 34′ 59″ N, 9° 52′ 35″ O                        | Nebengebäude                      | Einzeldenkmal der Baudenkmal-Gruppe Hofanlage Bovender Straße 4,4a (ID 35228479) | 39760576 |                |
| Holtenser Straße Höhe Duderstädter Weg 2 51° 34′ 54″ N, 9° 52′ 29″ O | Wohn-/Wirtschaftsgebäude          | Das stattliche Wohn-/Wirtschaftsgebäude, wie es noch 1993 in der Denkmaltopographie genannt wurde, ist nicht mehr erhalten. |          | BW             |
| Lange Straße 7 51° 34′ 58″ N, 9° 52′ 25″ O                           | Hofanlage                         | Die einzelnen Gebäude des Hofes bilden gemeinsam die Baudenkmal-Gruppe Hofanlage Lange Straße 7 (ID 35228493) | 35243517 |                |
| Lange Straße 15 51° 34′ 57″ N, 9° 52′ 21″ O                          | Hofanlage                         | Die einzelnen Gebäude des Hofes bilden gemeinsam die Baudenkmal-Gruppe Hofanlage Lange Straße 15 (ID 35228507) | 35243539 |                |
| Lange Straße 25 51° 34′ 58″ N, 9° 52′ 15″ O                          | Pfarrhaus                         | Einzeldenkmal der Baudenkmal-Gruppe Lange Straße 25, 26 / ev. Martini-Kirche (ID 45635113) | 45635046 |                |
| Lange Straße 26 51° 35′ 0″ N, 9° 52′ 11″ O                           | Kirche St. Martini                | Die evangelisch-lutherische Kirche St. Martini wurde 1780 bis 1784 als schlichte Saalkirche aus Bruchsteinmauerwerk errichtet. Im Inneren sind eine spätbarocke Kanzelaltarwand (mit seitlich anschließenden Kirchenstühlen) von Heinr. Chr. Schrader und eine 1794/95 von Stephan Heeren gebaute Orgel vorhanden. Einzeldenkmal der Baudenkmal-Gruppe Lange Straße 25, 26 / ev. Martini-Kirche (ID 45635113) | 35243561 | Weitere Bilder |
| Lange Straße 26 51° 34′ 59″ N, 9° 52′ 11″ O                          | Ehrenmal                          | Einzeldenkmal der Baudenkmal-Gruppe Lange Straße 25, 26 / ev. Martini-Kirche (ID 45635113) | 35243582 |                |
| Mittelstraße 51° 35′ 18″ N, 9° 52′ 16″ O                             | Eisenbahnbrücke                   | | 35243648 |                |
| Mittelstraße 1 51° 35′ 2″ N, 9° 52′ 25″ O                            | Stall-Speicher                    | Der Fachwerk-Stallspeicher scheint nicht erhalten zu sein. |          | BW             |
| Mittelstraße 2 51° 35′ 0″ N, 9° 52′ 29″ O                            | Wohnhaus                          | Möglicherweise besteht kein Denkmalschutz mehr, da im Denkmalatlas 2020 kein Eintrag erfolgte. |          |                |
| Mittelstraße 4 51° 35′ 1″ N, 9° 52′ 28″ O                            | Wohnhaus                          | Möglicherweise besteht kein Denkmalschutz mehr, da im Denkmalatlas 2020 kein Eintrag erfolgte. |          |                |
| Mittelstraße 5 51° 35′ 4″ N, 9° 52′ 24″ O                            | Hofanlage                         | Möglicherweise besteht kein Denkmalschutz mehr, da im Denkmalatlas 2020 kein Eintrag erfolgte. |          |                |
| Tiestraße 13 51° 35′ 3″ N, 9° 52′ 15″ O                              | Hofanlage                         | Einzeldenkmal der Baudenkmal-Gruppe Hofanlagen Tiestraße 13,15,17 (ID 35228597), während die anderen Hausnummern nicht als Einzeldenkmale ausgewiesen sind. | 35243735 |                |
| Tiestraße 15 51° 35′ 3″ N, 9° 52′ 17″ O                              | Hofanlage                         | Teil der Baudenkmal-Gruppe Hofanlagen Tiestraße 13,15,17 (ID 35228597), jedoch kein Einzeldenkmal. |          |                |
| Tiestraße 17 51° 35′ 4″ N, 9° 52′ 18″ O                              | Hofanlage                         | Teil der Baudenkmal-Gruppe Hofanlagen Tiestraße 13,15,17 (ID 35228597), jedoch kein Einzeldenkmal. |          |                |

## Reyershausen
| Lage                                                 | Bezeichnung              | Beschreibung | ID       | Bild |
| ---------------------------------------------------- | ------------------------ | --- | -------- | ---- |
| Billingshäuser Straße 19 51° 36′ 22″ N, 9° 59′ 31″ O | Wohnhaus                 | Möglicherweise besteht kein Denkmalschutz mehr, da kein Eintrag im Denkmalatlas 2020 erfolgte. |          | BW   |
| Billingshäuser Straße 24 51° 36′ 24″ N, 9° 59′ 27″ O | Wohnhaus                 | Möglicherweise besteht kein Denkmalschutz mehr, da kein Eintrag im Denkmalatlas 2020 erfolgte. |          | BW   |
| Billingshäuser Straße 30 51° 36′ 21″ N, 9° 59′ 32″ O | Wohnhaus                 | | 35244927 | BW   |
| Billingshäuser Straße 40 51° 36′ 20″ N, 9° 59′ 36″ O | Wohn-/Wirtschaftsgebäude | | 35244947 | BW   |
| Kirchstraße 2 51° 36′ 22″ N, 9° 59′ 29″ O            | Wohn-/Wirtschaftsgebäude | | 35244967 | BW   |
| Kirchstraße 6 51° 36′ 20″ N, 9° 59′ 28″ O            | Wohnhaus                 | Möglicherweise besteht kein Denkmalschutz mehr, da kein Eintrag im Denkmalatlas 2020 erfolgte. |          | BW   |
| Kirchstraße 16 51° 36′ 18″ N, 9° 59′ 24″ O           | Kirche                   | Spätklassizistischer Saalbau unter Satteldach mit schieferbehängtem Dachreiter, erbaut 1833 anstelle eines Vorgängerbaus aus dem Ende des 17. Jahrhunderts | 35245011 |      |
| Kirchstraße 19 51° 36′ 14″ N, 9° 59′ 22″ O           | Ehem. Forsthaus          | Eingeschossiger verputzter Mauerwerksbau, erbaut um 1830. Das ehemalige Forsthaus steht mit einer in Fachwerkbauweise errichteten Scheune und einem auf Ende des 19. Jahrhunderts geschätzten Backhaus auf einem großen Gartengrundstück. Einzeldenkmal der Baudenkmal-Gruppe Kirchstraße 19 (ID 35228653) | 35245032 | BW   |
| Kirchstraße 19 51° 36′ 14″ N, 9° 59′ 23″ O           | Scheune                  | Einzeldenkmal der Baudenkmal-Gruppe Kirchstraße 19 (ID 35228653) | 35245055 | BW   |
| Kirchstraße 19 51° 36′ 13″ N, 9° 59′ 23″ O           | Backhaus                 | Einzeldenkmal der Baudenkmal-Gruppe Kirchstraße 19 (ID 35228653) | 35245077 | BW   |
| Rodetal 9 51° 37′ 0″ N, 9° 58′ 28″ O                 | Wohnhaus                 | Möglicherweise besteht kein Denkmalschutz mehr, da kein Eintrag im Denkmalatlas 2020 erfolgte. |          |      |
| Rodetal 10 51° 36′ 59″ N, 9° 58′ 28″ O               | Untere Rodemühle         | Möglicherweise besteht kein Denkmalschutz mehr, da kein Eintrag im Denkmalatlas 2020 erfolgte. |          |      |
| Rodetal 11 51° 36′ 59″ N, 9° 58′ 25″ O               | Villa                    | Sogenanntes „Schloss Löseck“, erbaut 1874/75 für Hauptmann a. D. von Löeseck. | 35245122 |      |
| Rodetal 11 51° 36′ 58″ N, 9° 58′ 25″ O               | Zufahrt                  | Zufahrt zum „Schloss Löseck“. | 35244884 |      |
| Rodetal 11 51° 36′ 56″ N, 9° 58′ 25″ O               | Birkenallee              | Birkenallee entlang der Zufahrt zum „Schloss Löseck“. | 35245143 | BW   |
| Rodetal 40 51° 36′ 48″ N, 9° 59′ 36″ O               | Kalibergwerk             | Möglicherweise besteht kein Denkmalschutz mehr, da kein Eintrag im Denkmalatlas 2020 erfolgte. |          | BW   |

## Spanbeck
| Lage                                          | Bezeichnung                       | Beschreibung | ID       | Bild |
| --------------------------------------------- | --------------------------------- | --- | -------- | ---- |
| Am Kirchberge 2 51° 36′ 32″ N, 10° 2′ 36″ O   | Ehem. Schule                      | Eingeschossiger Bau mit Zierfachwerk-Dekoration, erbaut 1898 | 35245164 |      |
| Am Kirchberge 4 51° 36′ 31″ N, 10° 2′ 35″ O   | Kirche                            | Ostturm im Kern mittelalterlich, Rechtecksaal mit fünf Fensterachsen inschriftlich 1772 datiert. Rahmungen und Eckquaderung des sonst verputzten Saals in Naturwerkstein.                                                                                        | 35245187 |      |
| Am Kirchberge 4 51° 36′ 31″ N, 10° 2′ 36″ O   | Kirchhof mit Einfriedung          | | 35245481 | BW   |
| Am Kirchberge 4 51° 36′ 31″ N, 10° 2′ 35″ O   | Ehrenmal                          | | 35245211 | BW   |
| Auf der Insel 1 51° 36′ 34″ N, 10° 2′ 36″ O   | Wohnhaus                          | Fachwerkbau auf hohem Sandsteinsockel, 2. Drittel 18. Jh. | 35245231 | BW   |
| Beverstraße 11 51° 36′ 32″ N, 10° 2′ 37″ O    | Hofanlage, Wohnhaus               | exponiert gelegene Hofanlage mit straßenbildprägender Bedeutung, Ende 18. Jh. Einzeldenkmal der Baudenkmal-Gruppe Hofanlage Beverstraße 11 (ID 35228667) | 35245251 | BW   |
| Beverstraße 11 51° 36′ 33″ N, 10° 2′ 37″ O    | Hofanlage, Stall/Scheune          | Einzeldenkmal der Baudenkmal-Gruppe Hofanlage Beverstraße 11 (ID 35228667) | 35245380 | BW   |
| Beverstraße 11 51° 36′ 32″ N, 10° 2′ 38″ O    | Hofanlage, Einfriedung            | Einzeldenkmal der Baudenkmal-Gruppe Hofanlage Beverstraße 11 (ID 35228667) | 35245534 | BW   |
| Beverstraße 18 51° 36′ 31″ N, 10° 2′ 38″ O    | Pfarrhaus                         | Zweigeschossiges Fachwerkhaus mit ziegelbehängtem Oberstock unter Walmdach auf hohem Sandsteinquadersockel, vermutlich um 1800 errichtet. Die doppelläufige Freitreppe vor dem in der Mitte der Längsseite gelegenen Hauseingang wird von zwei Bäumen flankiert. | 35245278 |      |
| Giesebergstraße 4 51° 36′ 21″ N, 10° 2′ 45″ O | sog. Jagdhaus, Wohnhaus           | | 35245407 | BW   |
| Giesebergstraße 4 51° 36′ 21″ N, 10° 2′ 44″ O | sog. Jagdhaus, Wirtschaftsgebäude | | 35245435 | BW   |
| Giesebergstraße 4 51° 36′ 20″ N, 10° 2′ 41″ O | sog. Jagdhaus, Grabmal            | | 35245505 | BW   |
| Obere Straße 51° 36′ 33″ N, 10° 2′ 39″ O      | Thie                              | | 35245298 | BW   |
| Obere Straße 7 51° 36′ 33″ N, 10° 2′ 41″ O    | Wohnhaus                          | kleiner Fachwerkbau, 2. Hälfte 18. Jahrhundert |          | BW   |
| Obere Straße 27 51° 36′ 27″ N, 10° 2′ 44″ O   | Wohnhaus                          | Dreiseithof in exponierter Lage, Wohngebäude um 1800 erbaut. Einzeldenkmal der Baudenkmal-Gruppe Hofanlage Obere Straße 27 (ID 45449459) | 35245360 | BW   |
| Obere Straße 27 51° 36′ 27″ N, 10° 2′ 45″ O   | Stall/Scheunengebäude             | Einzeldenkmal der Baudenkmal-Gruppe Hofanlage Obere Straße 27 (ID 45449459) | 45449477 | BW   |
| Obere Straße 27 51° 36′ 27″ N, 10° 2′ 45″ O   | Remise                            | Einzeldenkmal der Baudenkmal-Gruppe Hofanlage Obere Straße 27 (ID 45449459) | 45449502 | BW   |